# 文弥人形
文弥人形（ぶんやにんぎょう）とは、新潟県佐渡市に伝わる国の重要無形民俗文化財の一つである。
江戸中期から、金山でにぎわっていた佐渡では、寺社などの祭で人形芝居が行われていた。その後明治時代になって、前述の人形芝居と文弥節が結びつくかたちで広がったのが文弥人形である。

## 概要
文弥人形が成立したのは、明治時代のはじめであった。盲人の座語りとして語られていた文弥節を佐和田町沢根の伊藤常盤一（いとう　ときわいち）が語り、小木町の人形遣いの大崎屋松之助が腰幕の内側に組み立て式の枠を組み、四枚の襖を立て二重舞台に改良した。
また、人形の着物も下から手を入れるのではなく、背を裂いて手を入れる遣い方になり、さらに頭が意図によって前後左右に動くように工夫された結果、佐渡の人形芝居は一新した。
現在、佐渡の人形芝居といえば文弥人形であり、島内に十座ほどあって、佐渡人形芝居保存会を結成している。